# 博克斯福德 (麻薩諸塞州普查規定居民點)
博克斯福德（英語：Boxford）是位於美國麻薩諸塞州艾塞克斯縣的一個普查規定居民點。

## 人口
根據2020年美國人口普查的數據，博克斯福德的面積為14.18平方千米，當中陸地面積為13.89平方千米，而水域面積為0.28平方千米。當地共有人口2432人，而人口密度為每平方千米171.51人。